# 格里茨
格里茨（德語：Göritz）是德国勃兰登堡州的一个市镇，隶属于乌克马克县。总面积为25.56平方千米，截至2020年总人口为822人。